# 中国风俗辞典
中国风俗辞典是中華人民共和國一本民俗学工具書，由叶大兵、乌丙安主编，中国风俗辞典中国风俗辞典编辑委员会負責編寫，上海辞书出版社1990年出版。全书260万字，由中國100多位专家学者撰稿，共有词目12157条。中国风俗辞典全書分为十九个门类，共有总类、岁时。节日类、婚姻类、生育类、寿诞类、民间医药类、丧葬类、交际。礼仪类、服饰类、饮食类、居住类、器用类、交通类、生产、职业类、民间工艺类、宗教。社会类、娱乐类、信仰。祭祀类、巫卜。禁忌类等。书后附有《中国各民族主要传统节日一览表>、《议族亲属称谓表》和参考书目一份。插图共有五百零二幅，彩色插页图片二百十二幅。